# Успение Богородично (Книди)
Вижте пояснителната страница за други значения на Успение Богородично.
„Успение на Пресвета Богородица“ (на гръцки: Κοίμησης Θεοτόκου Κνίδης) е възрожденска православна църква, енорийски храм на гревенското село Книди (Коприва), Егейска Македония, Гърция, част от Гревенската епархия на Вселенската патриаршия.
Църквата е гробищен храм, разположен в северната част на селото. Издигната е в 1873 година. В арпитектурно отношение църквата е трикорабна базилика с притвор, женска църква и трем на юг. В 1918 година е издигната отделна кулообразна камбанария.
Във вътрещността им ценен резбован възрожденски иконостас с неокласически влияние, дело на Василиос и Николаос Цурхли. Стенописите са от края на XIX век, надживописани в 1905 година. Наосът е изписан в 1874 – 1876 година в пет зони. Изписано е и светилището. Таваните, колоните и капителите са боядисани в ярки нюански на лилавото. Църквата е изписана от самаринския зограф Димитриос Питенис.
В 1969 година църквата е обявена за паметник на културата.
В 1995 година пострадва силно от Гревенското земетресение, но оцелява.